# Église Saint-Pierre-aux-Liens de La Giettaz
L'église Saint-Pierre-aux-Liens de La Giettaz est une église catholique française, située dans le département de la Savoie, dans la commune de La Giettaz. L'église est placée sous le patronage de l'apôtre Pierre.

## Historique
L'église, dédiée à saint Pierre-aux-Liens, a été reconstruite au milieu du XIXe siècle en remplacement de l'édifice antérieur datant du XIVe siècle.

## Descriptif
L'église possède un clocher à bulbe à lanternons superposés ; la décoration intérieure est dotée de fresques du XIXe siècle de C. Giacobini et de statues et autels d'inspiration baroque.

## Galerie

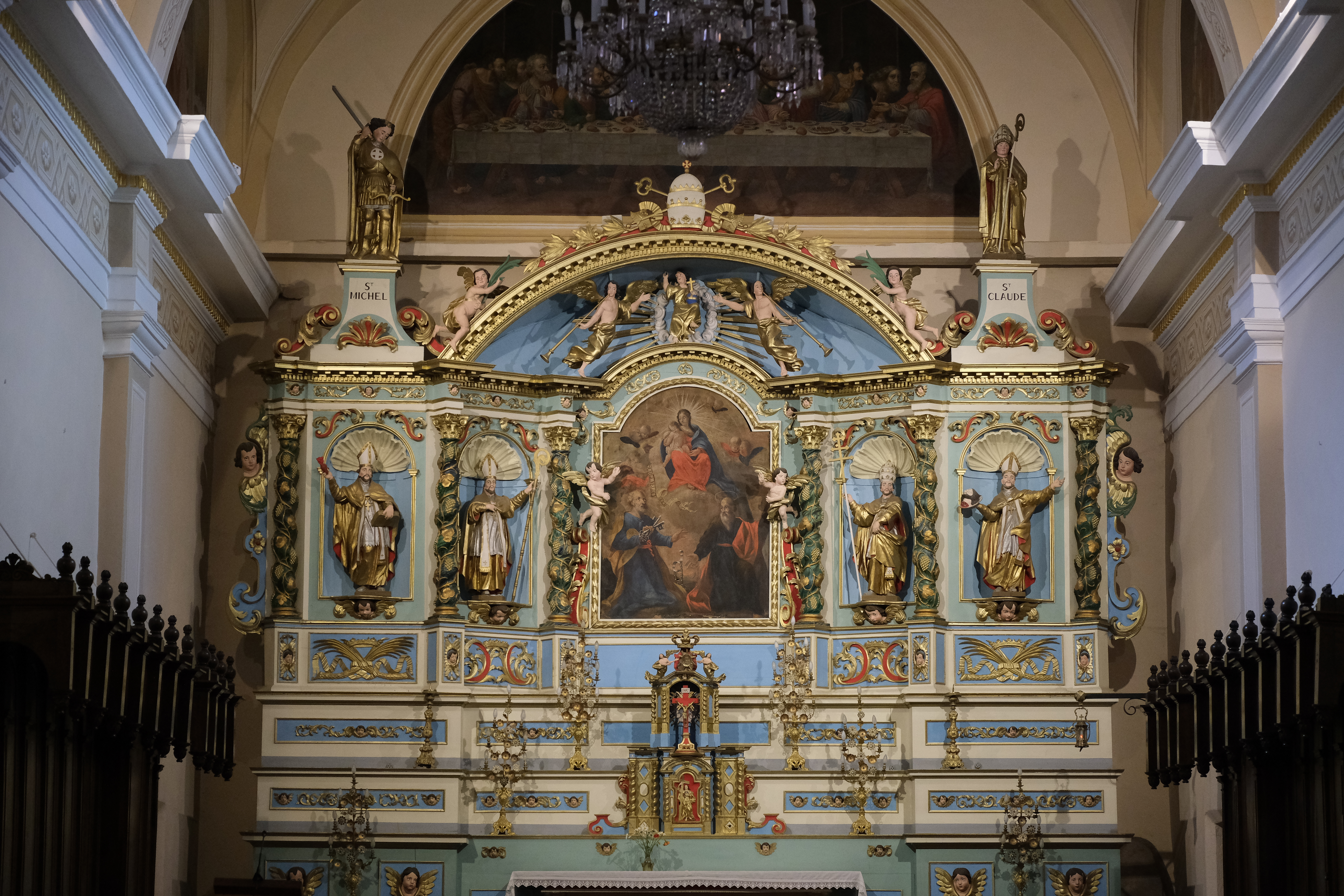
Retable.
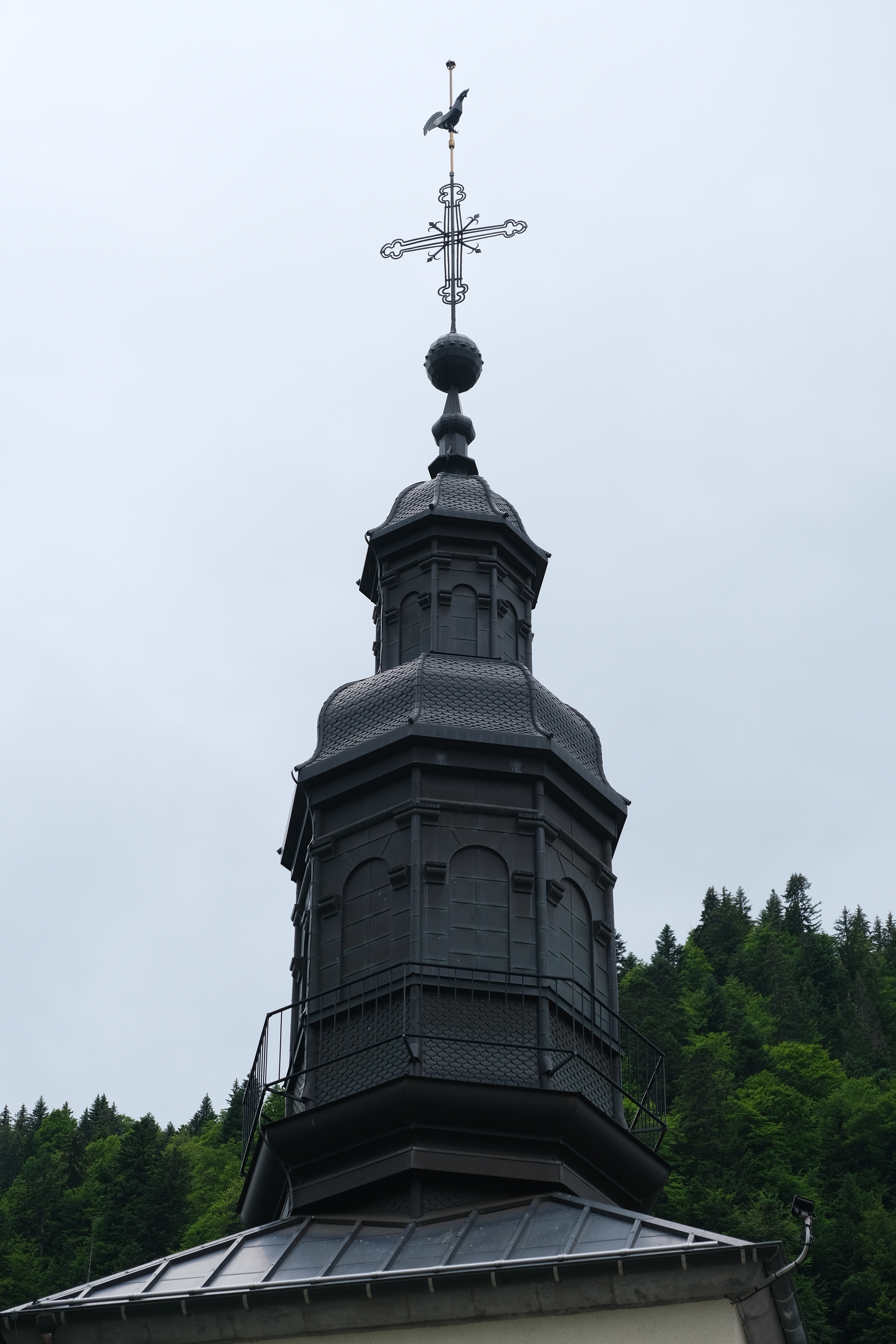
Clocher à bulbe.